# Hassall
Hassall is een civil parish in het bestuurlijke gebied Cheshire East, in het Engelse graafschap Cheshire met 265 inwoners.